# 戴蘭·尼爾
戴蘭·尼爾（Dylan Joseph Neal，1969年10月8日—）是加拿大的一位演員，同時也擁有美國國籍。他最著名的作品是在肥皂劇大膽而美麗中飾演Dylan Shaw角色，以及在戀愛時代中飾演Doug Witter角色。